# 鯛屋貞柳

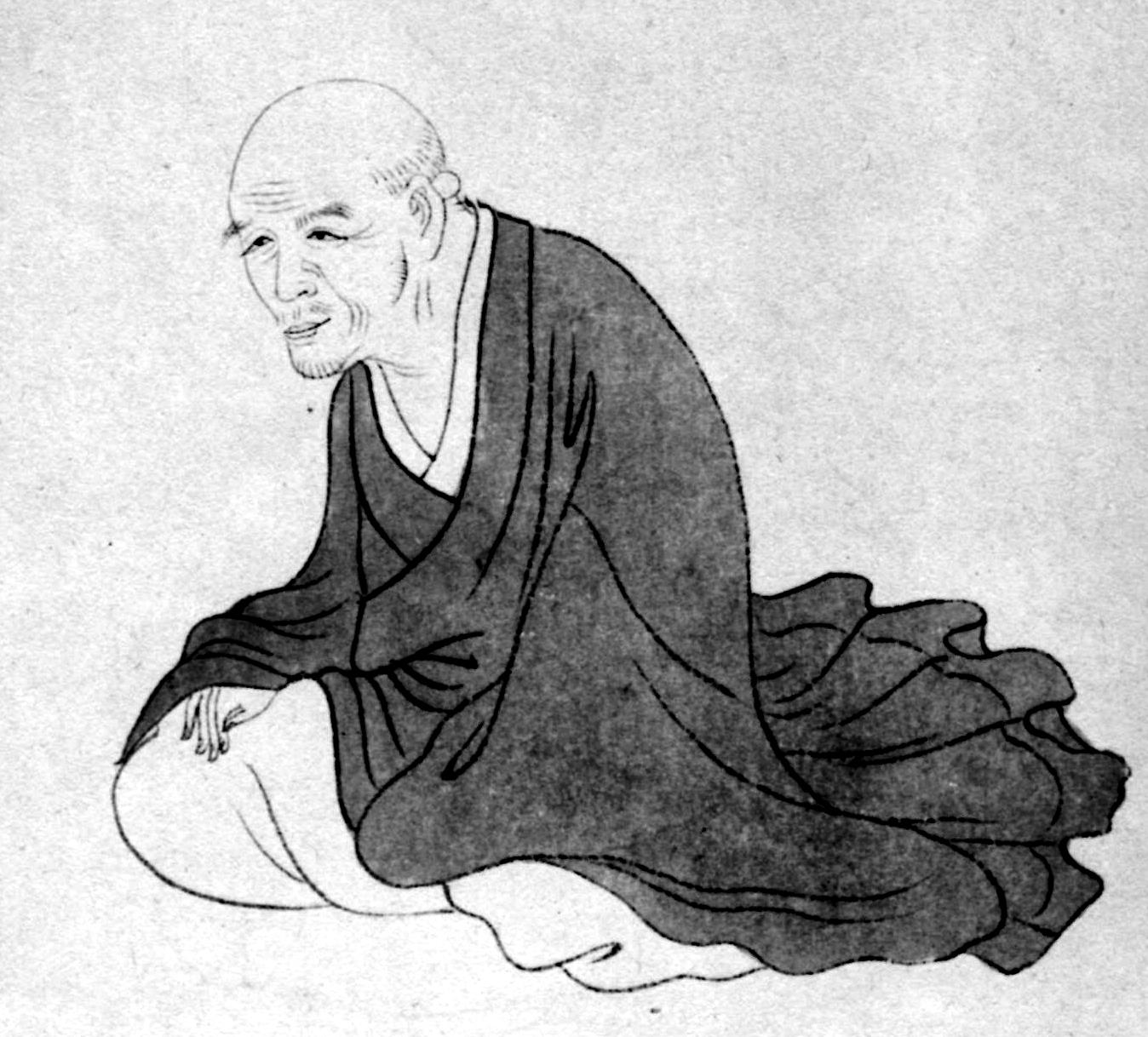
鯛屋貞柳

鯛屋貞柳（たいや ていりゅう、1654年（承応3年） - 1734年9月12日（享保19年8月15日））は江戸時代中期の狂歌師。姓は榎並、初号は良因。別号に言因・信乗・油煙斎・由縁斎・精雲洞・鳩杖子・助榮亭・長生亭・珍菓亭・圓菓亭がある。剃髪して貞柳と改めたという。浄瑠璃作者の紀海音は弟。

## 生涯
大坂御堂前にあった菓子商の鯛屋山城大掾の子として生まれる。松永貞徳直門の古参俳人だった父・榎並貞因や叔父・貞富の影響で幼い頃から文事に親しみ、寛文延宝期の俳書や狂歌集に多数入集する。青年期には『古今狂歌仙』『袖香炉』を編纂刊行する一方、豊蔵坊信海に親炙して、信海の没後に『八幡拾遺』を編んだ。壮年期は家業に専念し、晩年近くなって強化活動に専念し、狂歌中興の祖と称された。1732年（享保17年）、初の家集『家づと』が刊行された。1734年（享保19年）8月15日死去、享年81。
辞世の狂歌に曰く、「百いても　同じ浮き世に同じ花　月はまんまる雪は白妙」。
門人は多く、大坂の木端・一好・潘山、名古屋の米都、広島の貞佐らの活躍によって、浪花ぶり狂歌は爆発的に流行した。

## 作品集・編著
- 『置みやげ』
- 『家づと』
- 『狂歌五十人一首』